# Бабаратма
Бабаратма (азерб. Babaratma) — село  в Шекинском районе Азербайджана.

## География
Расположено на реке Мурдарчай, в 19 км к западу от районного центра Шеки и в 2 км от шоссе Евлах-Загатала.

## История
Название села восходит к арабскому полководцу по имени Бабарутен, который во времена арабских завоеваний осел в  месте, где позже и образовалась деревня.
В правление шаха Тахмасипа I, им была выдана грамота-фирман «...селению Бабаратма в округе Шеки составлявшем, вакфное владение одного чтимого мазара (гробницы святого); и здесь запрещалось ставить служилых людей на постой и требовать для них «подарки» с крестьян».
В начале XIX века Восточное Закавказье вошло в состав Российской империи. Шекинское ханство, занимавшее территорию нынешнего одноимённого района, было преобразовано в Шекинскую провинцию.
В одном из исторических материалов того времени «Описание Шекинской провинции, составленное в 1819 году», отмечается управляемая сельским узбашем «татарская» (азербайджанская) деревня Бабаратма Шекинского магала.

## Население
Согласно результатам Азербайджанской сельскохозяйственной переписи 1921 года в Бабаратма Нухинского уезда Азербайджанской ССР проживало 228 человек (62 хозяйства), преимущественно тюрки-азербайджанцы, население состояло из 124 мужчин и 104 женщин.
По данным на 1976 год в селе проживало 729 человек. Основными занятиями жителей являлись табаководство, выращивание пшеницы, животноводство, шелководство.